# Střední hra (zahájení)
Střední hra je šachové zahájení charakterizované tahy 1. e4 e5 2. d4 exd4. Jde o jedno z méně často používaných otevřených zahájení. Poprvé se zmínka o něm objevuje u Philippa Stammy v 18. století.

## Varianty

### Základní varianta 3. Dxd4 Jc6
Předčasná přítomnost bílé dámy v centru umožňuje černému získat čas jejím napadáním

### Severní gambit 3. c3
Ostré pokračování 3. c3 vede k severnímu gambitu.

### Halaszův gambit 3.f4?!
Velmi riskatní gambit.